# Power Macintosh G3 (Bleu et Blanc)
Pour un article plus général, voir Power Macintosh G3.
Le Power Macintosh G3 (Bleu et Blanc) (connu aussi sous l'abréviation « B&W G3 ») est une série d'ordinateurs personnels conçus, fabriqués et vendus par Apple Computer, Inc. en tant que Power Macintosh.
Il fut introduit en janvier 1999, succédant au Power Macintosh G3 « beige », avec qui il partage le nom et l'architecture processeur. Mis à jour en juin 1999, son développement fut interrompu en faveur du Power Mac G4 en août 1999. Il utilise également le "New World ROM" introduit par l'iMac G3. Une mise à jour du firmware de ce modèle empêchait la mise à jour vers un processeur G4 pour mettre en avant le Power Mac G4, doté d'une architecture très proche. 

## Design

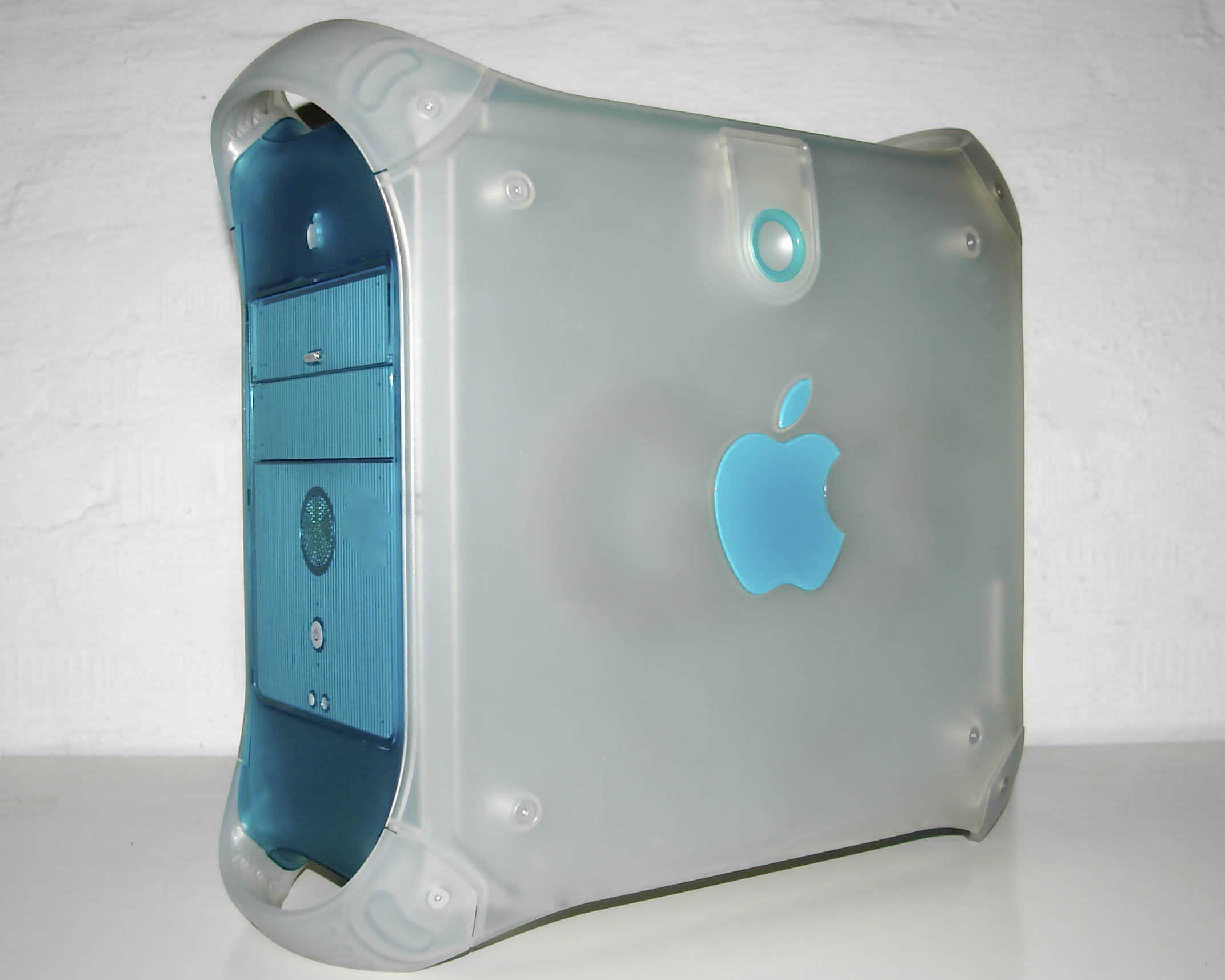
Un Power Macintosh G3, porte latérale fermée.

Le Power Macintosh G3 rompt avec les habituelles couleurs beiges ou blanches des ordinateurs de l'époque. L'utilisation de plastiques translucides bleu bondi et blanc va de pair avec le design coloré de l'iMac G3.
Ce design introduit une ouverture sur le côté droit, utilisée ensuite sur les G4, G5 et Mac Pro. L'ouverture peut se faire pendant le fonctionnement de l'ordinateur. Seule la carte mère est fixée sur cette porte, les lecteurs et alimentations sont fixés sur le châssis, rendant l'accès facile aux composants internes. 

## Caractéristiques communes
- processeur : PowerPC 750 cadencé à 300, 350, 400 ou 450 MHz
- adressage 32 bit
- bus système 64 bit cadencé à 100 MHz
- mémoire morte : 1 Mio pour le démarrage, les autres instructions étant chargées en mémoire vive
- mémoire vive : 64 Mio à 128 Mio, extensible à 1 Gio
- mémoire cache de niveau 1 : 32 Kio ou 64 Kio
- mémoire cache de niveau 2 : 512 Kio ou 1 Mio, cadencée à la moitié de la vitesse du processeur
- disque dur Ultra ATA 33 ou Ultra2 SCSI
- lecteur CD-ROM 24x ou DVD-ROM à la norme ATAPI
- lecteur Zip sur certains modèles
- modem 56 kbit/s V90 optionnel
- carte vidéo ATI Rage 128 dotée de 16 Mio de mémoire vidéo
- slots d'extension :
  - 4 slots d'extension PCI (3 en 64 bit/33 MHz et 1 en 32 bit/66 MHz occupé par la carte vidéo)
  - 4 connecteurs mémoire de type SDRAM PC100 (3,3 volt, unbuffered, 64 bit, 168 broches, 8 ns)
  - 3 baies d'extension 3,5" Ultra ATA
- connectique :
  - 2 ports Firewire 400
  - 2 ports USB
  - 1 port ADB
  - port Ethernet 10/100BASE-T
  - sortie vidéo  VGA
  - entrée/sortie audio stéréo 16 bit
- haut-parleur mono
- dimensions : 43,2 × 22,6 × 46,7 cm
- poids : 13,0 kg
- alimentation : 200 W
- systèmes supportés : à partir de Mac OS 8.5.1 jusqu'à Mac OS X 10.4.11 (Tiger)

## Les différents modèles
- Janvier 1999 :

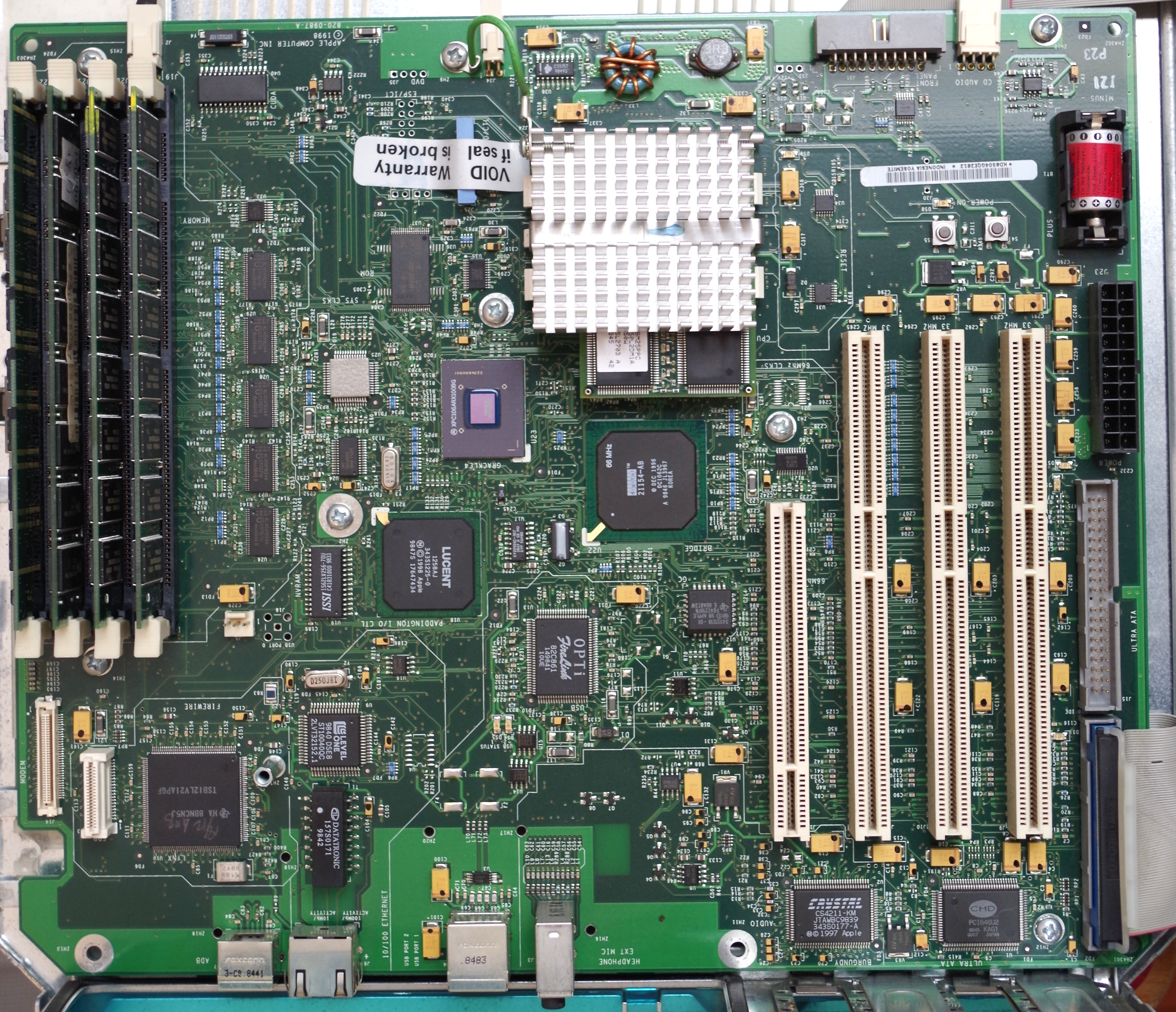
Carte mère de Power Macintosh G3 (Bleu et Blanc).

  - G3/300, 32 Kio de cache L1, 512 Kio de cache L2, 64 Mio de mémoire vive, disque dur Ultra ATA de 6 Go, lecteur CD-ROM
  - G3/350, 64 Kio de cache L1, 1 Mio de cache L2, 64 Mio de mémoire vive, disque dur Ultra ATA de 6 Go, lecteur DVD-ROM
  - G3/350, 64 Kio de cache L1, 1 Mio de cache L2, 128 Mio de mémoire vive, disque dur Ultra ATA de 12 Go, lecteur CD-ROM, lecteur Zip
  - G3/400, 64 Kio de cache L1, 1 Mio de cache L2, 128 Mio de mémoire vive, disque dur Ultra2 SCSI de 9 Go, lecteur CD-ROM
- Juin 1999 :
  - G3/350, 64 Kio de cache L1, 1 Mio de cache L2, 64 Mio de mémoire vive, disque dur Ultra ATA de 6 Go, lecteur CD-ROM
  - G3/400, 64 Kio de cache L1, 1 Mio de cache L2, 64 Mio de mémoire vive, disque dur Ultra ATA de 6 Go, lecteur DVD-ROM
  - G3/400, 64 Kio de cache L1, 1 Mio de cache L2, 128 Mio de mémoire vive, disque dur Ultra ATA de 12 Go, lecteur CD-ROM, lecteur Zip
  - G3/450, 64 Kio de cache L1, 1 Mio de cache L2, 128 Mio de mémoire vive, disque dur Ultra2 SCSI de 9 Go, lecteur CD-ROM